# سرماری رنگین‌کمانی
سرماری رنگین‌کمانی (Channa bleheri) گونه ای سر مار کوتوله بومی کشور هند است که در حوضه رودخانه برهماپوترا در ایالت های آسام و آروناچال پرادش پراکنده است.  این گونه یکی از رنگارنگ ترین گونه های ماهی‌های سر ماری است. 

## مراجع
1. ↑  Chaudhry, S. (2010). "Channa bleheri". IUCN Red List of Threatened Species. IUCN. 2010: e.T168567A6516424. doi:10.2305/IUCN.UK.2010-4.RLTS.T168567A6516424.en. Retrieved 20 November 2021.
2. ↑  "Channa bleheri". سیستم اطلاعاتی جامع تاکسونومیک. Retrieved 18 April 2006.
3. ↑  SeriouslyFish: Channa bleheri.
4. ↑  Courtenay, Walter and Williams, James.

## لینک های خارجی
- snakeheads.org